# Pintschgas
Pintschgas, oliegas of vetgas is de naam van een gassoort die werd verkregen door gasolie tot 600 °C te verhitten, waarbij de koolwaterstofmoleculen tot kleinere fracties werden gekraakt.
De gasolie kwam aanvankelijk niet voort uit aardolie, maar werd gewonnen uit raapolie, hars of traan. In 1823 waren er al fabrieken die dit gas vervaardigden. Later werd gedistilleerde nafta als grondstof gebruikt.
Pintschgas is vernoemd naar Julius Pintsch, die de techniek van het comprimeren in 1851 bedacht en in 1881 de Safety Car Heating and Lighting Company in New York oprichtte, van waaruit hij de Amerikaanse treinwagons van verlichting voorzag.
Het gas werd gecomprimeerd tot 20 atmosfeer. Hierbij werden de nog aanwezige zwaardere fracties weer vloeibaar en konden worden afgescheiden. Over bleef het zogeheten Blaugas, dat voornamelijk uit waterstof, methaan en koolmonoxide bestond. De zwaardere fractie kon opnieuw worden gekraakt, maar ze kon ook als zodanig worden benut en ter plaatse van de eindgebruiker worden verdampt. Dit was het zogenaamde oliegas. Aldus kon een grote hoeveelheid brandstof in een klein volume worden opgeslagen. Het werd gebruikt bij de verlichting van treinwagons, scheepvaartbakens en dergelijke. Ook de Nederlandse Spoorwegen kenden een aantal oliegasffabrieken.
De eerste treinverlichting met oliegas was in 1869 in Pruisen. Tussen 1910 en 1920 verdween het gebruik hiervan, aangezien het de concurrentie met elektrische verlichting niet kon bolwerken.
Eerdere experimenten met het gebruik van gecomprimeerd steenkoolgas waren geen succes gebleken, aangezien dit bij samenpersing zijn lichtkracht goeddeels verloor. Lampen met Pintschgas gaven helderder licht en brandden langer dan de eerder toegepaste olielampen. Deze lampen waren ook bestand tegen trillingen en ruw gebruik en doofden minder snel. Deze eigenschappen maakten van Pintschgas een populaire oplossing voor de verlichting van boeien, bakens en onbemande vuurtorens, waardoor deze apparaten een aantal maanden zonder onderhoud konden blijven branden.
Elektriciteit en andere verlichtingstechnieken hebben de lampen met Pintschgas uiteindelijk vervangen. 

## Externe bron
- Oliegas[dode link]